# المنقع (الحد)

تعديل مصدري - تعديل

المنقع هي إحدى قرى عزلة الحد بمديرية الحد التابعة لمحافظة لحج، بلغ تعداد سكانها 74 نسمة حسب تعداد اليمن لعام 2004.